# Wapen van Hontenisse

Wapen van Hontenisse, 1817-1970

Wapen van Hontenisse, 1970-2003

Het wapen van Hontenisse kent twee versies. De eerste werd op 31 juli 1817 bevestigd door de Hoge Raad van Adel aan de Zeeuwse gemeente Hontenisse. De tweede werd op 2 september 1950 verleend, nadat de gemeenten Vogelwaarde en Hontenisse samengevoegd werden op 1 april 1970 en een nieuw gemeentewapen werd aangevraagd. Per 2003 ging Hontenisse op in gemeente Hulst. Het wapen van Hontenisse is daardoor komen te vervallen als gemeentewapen.

## Blazoenering
De blazoenering van het eerste wapen per 1817 luidde als volgt:
Gedeeld; I in blauw een omgewende Agnus Dei van zilver, staande op een losse grond van sinopel, II in zilver een omziende hond van goud, opklimmend tegen een boom van groen, waarin appels van rood, staande in een pot van groen met 3 banden van zwart, alles op een losse grond van groen.
De blazoenering van het tweede wapen per 1950 luidde als volgt:
Gedeeld; I doorsneden; a. in goud een omgewende voortschrijdende monnik in natuurlijke kleur, gekleed in een pij van zilver waarover een scapulier van sabel met een gorden en een kap van hetzelfde, geschoeid van zilver en voor zich uit dragende een paalsgewijs geplaatste schop van azuur, gesteeld van sabel; b. in goud een omgewende kievit van sabel, II in sabel drie eerst naar onderen en dan naar boven gebogen schuinbalken van zilver; een hartschild van azuur met een oranjeboom van goud, met drie appels van keel, geplaatst in een tobbe van keel met twee banden van goud. Het schild gedekt met een gouden kroon van drie bladeren en twee paarlen.
De heraldische kleuren zijn azuur (blauw), zilver (wit), sinopel (groen), goud (goud of geel), keel (rood), sabel (zwart) en natuurlijke kleuren. In het register van de Hoge Raad van Adel zelf worden geen beschrijving gegeven, maar afbeeldingen. Het tweede wapen wordt gedekt met een gravenkroon.

## Geschiedenis
Het eerste wapen is een combinatie van de wapens van Lamswaarde (het heraldisch gezien rechterdeel, de Agnus Dei) en Hontenisse (het heraldisch gezien linkerdeel, de boom met hond).
Na de herindeling van 1970 kreeg Hontenisse een nieuw wapen. De monnik is een verwijzing naar het werk dat abdijen in het gebied hebben verricht. De kievit is afkomstig uit het wapen van Vogelwaarde. De gebogen schuinbalken is een herinnering aan de vele overstromingen die de streek heeft gekend. Het hartschild is afkomstig uit het oude wapen en is een verwijzing naar de kroondomeinen in de gemeente.

## Verwante wapens

Wapen van Vogelwaarde